# موسى الثالث
أبو صالح موسى جنكي دوست أو موسى الثالث بن عبدالله بن محمد يحيى بن محمد بن داود بن موسى بن عبد الله بن موسى بن عبد الله بن الحسن بن الحسن بن علي بن أبي طالب بن عبد المطلب بن هاشم بن عبد مناف بن قصي بن كلاب بن مرة بن كعب بن لؤي بن غالب بن فهر بن مالك بن قريش بن كنانة بن خزيمة بن مدركة بن إلياس بن مضر بن نزار بن معد بن عدنان. يقال لذريته القادريون وهم أحد طبقات الحسنيين، ويعد أحد أعيان العلويين من بني هاشم وأهل العلم والصلاح ولقب «بجنكي دوست» وهو يعني العظيم القدر. تزوج فاطمة بنت عبد الله الصومعي الحسيني، وقد نهج منهج والده في الزهد والصلاح والورع والتقوى، له من الذرية: عبد القادر وذريته منه، وصالح ويروى أنه توفي صغيرا، وعبد الله وهذا له ولد أسمه أحمد وأخت واحدة تسمى فاطمة، وكانت وفاته في خلافة الخليفة العباسي أبو جعفر منصور الراشد بالله سنة 532 هـ في الجيل قرب المدائن في العراق.